# 劉易斯雪原
劉易斯雪原（英語：Lewis Snowfield）是南極洲的雪原，位於亞歷山大一世島西南部，處於霍洛維亞克冰川以南和弗朗克冰原島峰以東，現時由南極條約體系管理。